# ديفيد ديكسون (سياسي)
ديفيد ديكسون (بالإنجليزية: David Dickson)‏ هو سياسي أمريكي، ولد في 22 مارس 1794 في الولايات المتحدة، وتوفي بنفس المكان في 31 يوليو 1836. انتخب عضو مجلس النواب الأمريكي.